# 집
집(영어: House)은 사람이나 동물이 거주하기 위해 지은 건물로, 보통 벽과 지붕이 있으며, 추위와 더위, 비바람을 막아 준다. 좁은 뜻으로는 인간이 사는 집, 곧 주택(住宅)만을 가리키기도 한다. 때때로는 민가(民家)라는 이칭을 가지고 있다.

## 기능 및 조건
집은 기후의 변화 등 외부 환경으로부터 가족의 생명과 재산을 보호하여 안전하게 지켜주는 공간이다. 또 가족 간에 사랑과 믿음을 서로 나누고, 가족이 함께 모여서 즐겁게 지낼 수 있는 장소이다. 가족들은 이러한 생활을 통해서 직장 생활이나 학교 생활에서 얻은 긴장감을 해소시키고 정신적인 안정을 얻을 수 있다. 또한 주택은 다음 세대를 이어 갈 자녀를 출산하고 양육하는 터전이며, 노인들이 여생을 편안하게 지낼 수 있는 곳이기도 하다. 더 나아가 가족의 건강 유지와 쾌적한 주생활을 영위하기 위한 취사·청소·세탁 등의 가사 노동이 이루어지는 곳이다.
주택으로서 갖추어야 할 조건은 다음과 같다.

### 안전성
주택은 기후 변화는 물론 태풍이나 지진과 같은 자연적인 재해와 화재·도난·폭발 사고 같은 인위적인 재해로부터 안전하여야 한다. 따라서 건축 구조가 견고해야 하며, 재해 방비에 필요한 설비를 충분히 갖추어야 한다.

### 능률성
가족이 생활하기에 편리하고 능률적인 주거 환경을 만들기 위해서는 과학적이고 합리적인 주택 설계가 필요하다. 가족의 수, 가족 구성, 경제 상태에 알맞게 공간을 구성하고, 동선을 최대한 단축시키며, 작업 능률을 올릴 수 있는 시설과 설비를 고루 갖추어야 한다.

### 쾌적성
가족의 건강 유지와 쾌적한 생활을 위해 적절한 채광과 통풍 및 냉·난방 시설, 기타 위생 설비가 잘 갖추어진 것이 좋다. 또한 실내와 정원을 깨끗하고 아름답게 꾸며 하루의 피로를 풀고 쾌적한 생활을 즐길 수 있어야 한다.

## 역사
집의 기원과 내부에 대해서는 알려진 바가 거의 없지만, 가장 단순한 형태의 거처로 거슬러 올라갈 수 있다. 예를 들어, 이라크의 텔 마두르에서는 기원전 5천 년경으로 추정되는, 보존 상태가 매우 뛰어난 가옥이 발굴되었는데, 이 가옥은 그 안에 있던 물건들이 여전히 잘 보존되어 있었다. 로마 건축가 비트루비우스의 이론에 따르면, 최초의 건축 양식은 나무 가지로 만든 틀에 진흙을 입혀 마감한 원시 오두막이라고도 불린다.

## 종류

### 한옥과 양옥

#### 한옥
한국의 집인 '한옥(韓屋)'은 한반도와 만주를 중심으로 독자적인 발전 과정을 거쳐 왔다. 후기 구석기시대에는 주로 동굴과 막집을 중심으로 생활하였으며, 신석기시대 초기에는 땅을 얕게 파고 서까래와 기둥이 있는 작은 집을 지은 움집수혈거주을 중심으로 생활하였다. 서까래와 기둥은 나무, 지붕은 풀을 덮었다. 청동기시대에는, 내부에 여러 개의 기둥을 세운 비교적 넓은 집에서 거주하였고, 철기시대에는, 흙을 구운 기와를 지붕에 얹은 기와집이 등장하였다.
1950년에 일어난 한국전쟁은 대한민국을 거의 폐허 상태로 만들었다. 그로부터 50여 년이 지난 오늘날에는 경제 개발의 발전을 가져와 건설 기술면에서도 새로운 건축 자재, 새로운 기계를 도입한 시공법 등이 차례로 개발되었다. 미를 중요시하는 빌딩이 세워지고, 각종 공장과 경기장의 시설이 세워졌다.
서양의 건축기법이 도입된 이후로 한옥과 양옥이 공존하고 있으며, 도시 주변에는 아파트가 많이 들어섰다. 최근에는 화장실이나 안내문과 같은 공공 시설, 심지어는 카페와 같은 사설 기관에도 한옥이나 한옥 모양을 본떠 고풍스러운 분위기를 연출하기도 한다.

#### 양옥
양옥(洋屋)은 벽돌이나 콘크리트·목재 등을 사용하여 지은 서구식 주택을 의미한다. 주거 공간이 기능에 따라 분리되어 있으며, 의자식 생활이므로 활동적이고 능률적이며 위생적이다. 또한 개인 생활에 중점을 두어 개인실이 독립되어 있다. 그러나 방의 성격이 결정되어 있어 융통성이 없고, 가구 설비를 위한 넓은 공간을 필요로 하며, 시설비가 많이 든다.

### 단독 주택과 아파트
대한민국의 법적 개념으로 보면, "주택"이란 세대(世帶)의 구성원이 장기간 독립된 주거생활을 할 수 있는 구조로 된 건축물의 전부 또는 일부 및 그 부속토지를 말하며, 이를 단독주택과 공동주택으로 구분한다.
| 구분               | 다가구주택  | 다세대주택  | 연립주택    |
| ------------------ | ----------- | ----------- | ----------- |
| 건물종류           | 단독주택    | 공동주택    | 공동주택    |
| 구분소유           | 불가        | 가능        | 가능        |
| 주택으로 쓰는 층수 | 3개 층 이하 | 4개 층 이하 | 4개 층 이하 |
| 주택으로 쓰는 면적 | 660㎡ 이하  | 660㎡ 이하  | 660㎡ 초과  |

#### 독립 주택

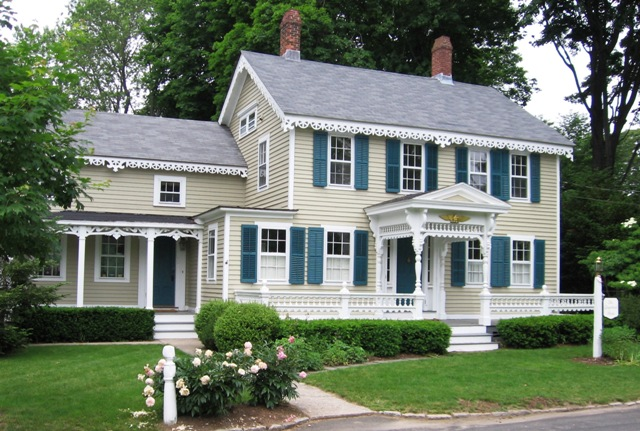
1855년에 지어진 미국 코네티컷주의 초기 빅토리아 양식 건축의 예시 "진저브레드 하우스"

한 건물에 한 가족이 살도록 꾸며진 주택 형식이다. 전용 뜰과 독립된 출입문이 있어 가족 단위의 독립된 생활이 보장되고, 개인의 취향에 맞게 주거 계획을 세울 수 있는 장점이 있다. 하지만 집합 주택에 비하여 건축할때 비용이 많이 들고 관리 비용은 많이 들지 않지만 거주하는 사람이 관리해야 하는 단점도 있다. 건설업하는 사람한테도 절대 먼저 돈을 주지 말아야 한다. 반드시 제데로 마음에 들도록 하면 돈을 줘야 한다. 그렇지 않으면 공사 기간만 끝내려고 하고 건축하다가 중단하던지 마음에 들지 않도록 공사하고 끝내던지 해서 감정도 나빠지고 법적으로도 가는 경우도 있다.

#### 다가구주택
다가구주택은 건축법 상 단독주택에 속한다. 소유권에 관하여 다세대주택은 구분소유이며, 다가구주택은 단독소유다.

#### 연립 주택

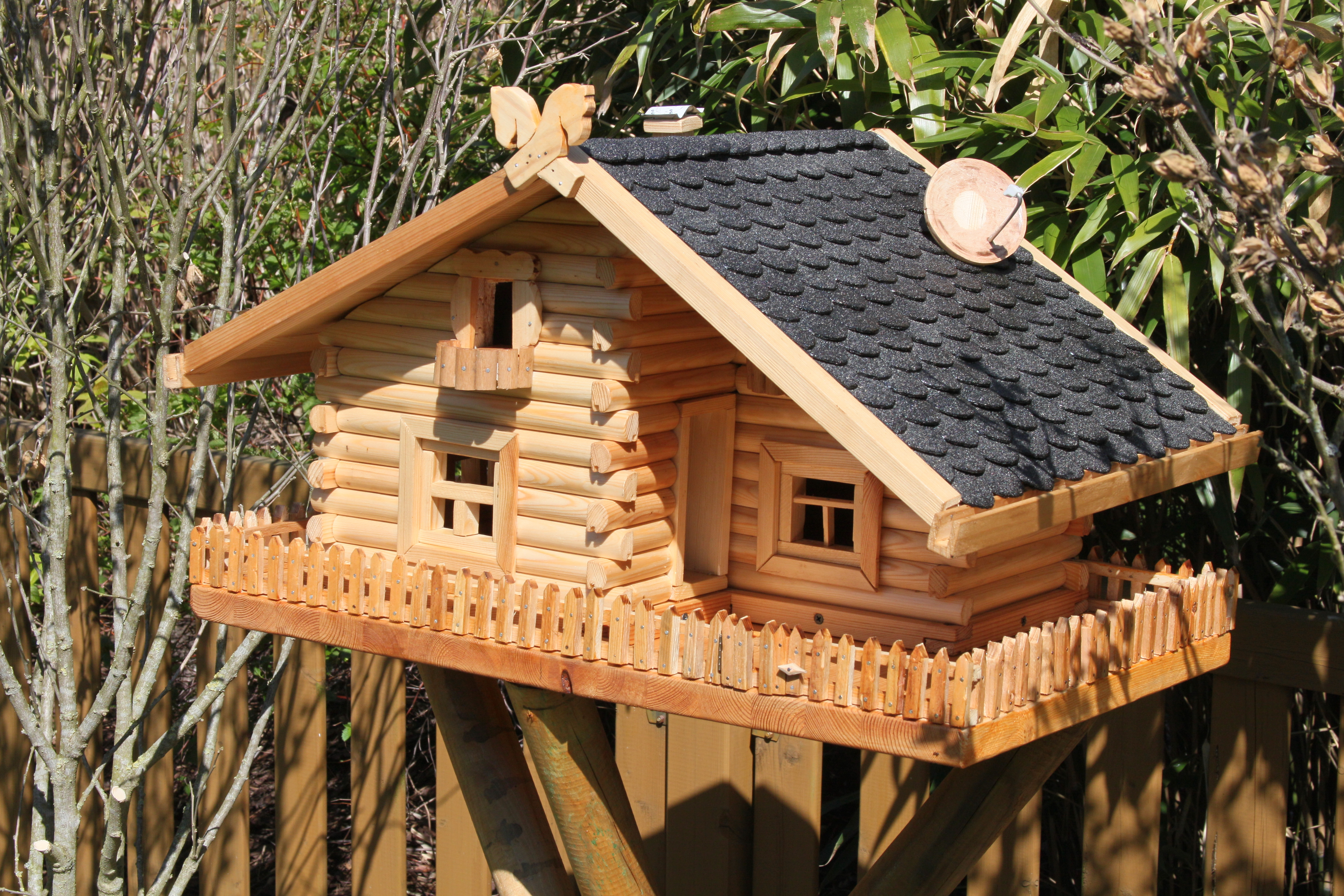
둥지 상자를 실제 집처럼 보이게 만든 것

집합 주택의 일종으로 두 개 이상의 독립 주택을 양측 벽을 붙여 지은 형태이다. 아파트에 비해 소규모이고, 어느 정도의 전용 마당을 가질 수 있는 것이 특징이다. 연립 주택은 벽과 바닥의 일부를 이웃과 함께 사용하게 되어 있어 건축비와 관리비가 비교적 적게 드나, 방음·방화 시설을 잘 갖추어야 하고 사생활을 침해하지 않도록 유의해야 한다.

#### 아파트
도시 주택의 대표적인 형태로서, 토지의 효율적인 활용으로 주택난을 해결하기 위해 건립된 대규모 공동 주택이다. 공동 설비 및 공동 관리를 할 수 있어 경제적이고 편리하다. 그러나 각 가정의 생활 상태가 고려되지 않은 획일화된 환경이므로 개성적인 실내 환경 조성이 필요하고, 이웃에게 폐를 끼치지 않도록 공중 도덕을 준수해야 한다.

## 같이 보기
- 아파트
- 주택 보유 비율에 따른 나라 목록
- 소형 주택 운동
- 타운하우스
- 테라스 하우스

## 참고 문헌
- digital 한국학 - 성주풀이
- 임재해, 《안동문화와 성주신앙》, 안동대학교 민속학 연구소, 2002